# Criotettix hainanensis
Criotettix hainanensis är en insektsart som beskrevs av Liang 2002. Criotettix hainanensis ingår i släktet Criotettix och familjen torngräshoppor. Inga underarter finns listade i Catalogue of Life.